# Jeanne-Émilie de Villeneuve
Jeanne-Émilie de Villeneuve, född 9 mars 1811 i Toulouse, Haute-Garonne, död 2 oktober 1854 i Castres, Tarn, var en fransk romersk-katolsk nunna och grundare av kongregationen Den obefläckade avlelsens systrar år 1836. Hon vördas som helgon i Romersk-katolska kyrkan, med minnesdag den 2 oktober.

## Biografi
Jeanne-Émilie de Villeneuve föddes i en fransk adelsfamilj. Den 8 december (Den obefläckade avlelsens högtid) 1836 grundade hon Den obefläckade avlelsens systrar, även kallade Castres blå systrar, efter färgen på deras ordensdräkt. Systrarna bistod fattiga, sjuka, prostituerade och fängelseinterner.

### Webbkällor
- Flocchini, Emilia. ”Santa Giovanna Emilia De Villeneuve, religiosa e fondatrice” (på italienska). Santi e Beati. Arkiverad från originalet den 3 januari 2021. https://archive.vn/41Kn5. Läst 3 januari 2021.
- ”Saint Émilie de Villeneuve” (på engelska). CatholicSaints.Info. Arkiverad från originalet den 3 januari 2021. https://archive.md/U2k88. Läst 3 januari 2021.